# Rojoimo
Rojoimo is een bestuurslaag in het regentschap Wonosobo van de provincie Midden-Java, Indonesië. Rojoimo telt 3607 inwoners (volkstelling 2010).